# Fuyao
Fuyao (扶摇T, Fú YáoP) è un serial televisivo cinese andato in onda su Zhejiang Television dal 18 giugno al 13 agosto 2018.

## Trama
Parzialmente ispirata al romanzo Fuyao huanghou (扶摇皇后, L'imperatrice Fuyao) di Tianxia Guiyan, la serie narra di Meng Fuyao, una ragazza nata da un fiore di loto divino che è stata cresciuta come una sguattera dalla setta Xuanyuan con il nome di Feng Wuming. La giovane (che secondo una profezia è destinata a risvegliare un terribile guerriero) padroneggia una tecnica di combattimento invincibile detta Po Jiu Xiao e intraprende un rischioso viaggio alla ricerca dei talismani segreti di cinque regni che le permetteranno di entrare in una regione sacra chiamata Firmamento. Con l'aiuto del principe ereditario Zhangsun Wuji e di altri amici, Fuyao tenterà di sventare una pericolosa cospirazione che ha origine nei Cieli e riportare la pace nel mondo.

## Produzione
Le riprese sono iniziate il 27 giugno 2017 presso gli Hengdian World Studios e a Yinchuan, e si sono concluse il 24 novembre successivo; numerosi set furono costruiti in un pezzo di terra sterile fino a 60 000 metri quadrati. Gli effetti visivi sono stati ottenuti per mezzo del programma Eyeon Fusion.

## Colonna sonora
1. Fuyao (扶摇) – Karen Mok – 4:18
2. Flourishing Dream (繁华梦) – Isabelle Huang – 5:06
3. Blood like Ink (血如墨) – Zhang Bichen – 4:05
4. Proud Humans of Society (傲红尘) – You Zhangjin – 4:19
5. Window (窗) – Wu Tsing-fong – 3:29
6. Youth (少年) – Sun Jun – 3:30
7. A Love is Hard to Wish for (一爱难求) – Lala Hsu – 4:22